# Garamszentandrás
Garamszentandrás (szlovákul: Ondrej nad Hronom) Borosznó településrésze, korábban önálló falu Szlovákiában, a Besztercebányai kerületben, a Besztercebányai járásban.

## Fekvése

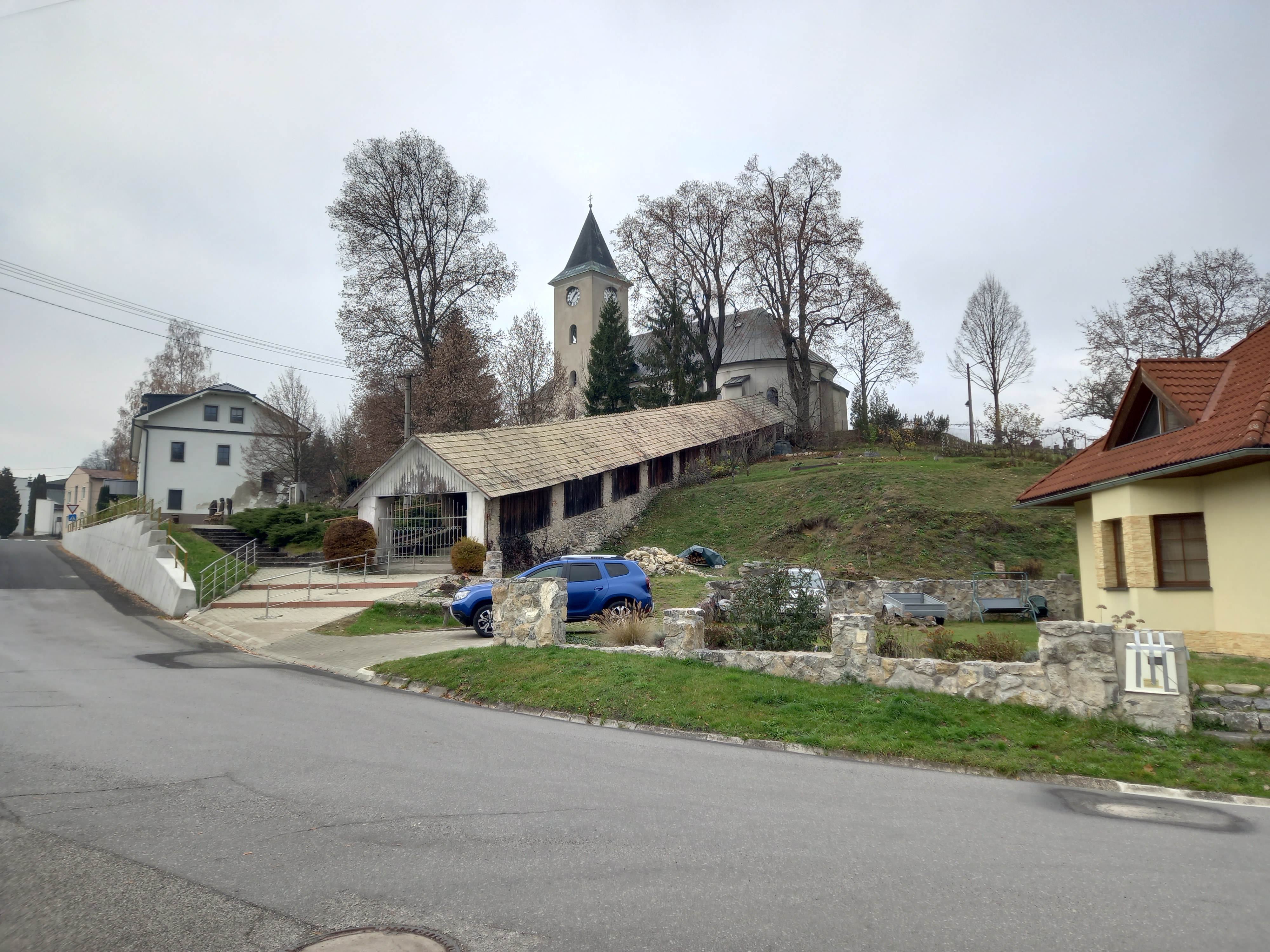
A település központja

Besztercebábyától 20 km-re északkeletre található. Borosznónak a Garam jobb partján fekvő részét képezi.

## Története
A falut 1424-ben említik először a zólyomlipcsei váruradalom részeként „villa utraque Zenthandras” alakban. A település lakói mezőgazdasággal foglalkoztak. A falu határában ugyan találtak nemesfémet, de ennek kitermelése a középkorban gazdaságtalan volt. A falu temploma a 15. században már állt. A 18. századtól a falu jelentős bevételi forrása lett a csipkeverés, a faedények készítése, a szövés és a vas kitermelés.
A 18. század végén Vályi András így ír róla: „SZENT ANDRÁS. Tót falu Zólyom Várm. Bírtokosa a’ Bányászi Kir. Kamara, lakosai katolikusok, fekszik Garam vize mellett, Brusznóval által ellenben, Liberéntől 3/4 mértföldnyire; földgyének fele sovány, hegyes, és köves, ’s Garam vize mossa; legelője elég, fája tűzre, és épűletre van; piatza Zólyomban 1 3/4 mértföldnyire.”
1828-ban 105 házában 760 lakos élt.
Fényes Elek 1851-ben kiadott geográfiai szótárában így ír a faluról: „Szent-András, tót falu, Zólyom vmegyében, a Garan folyó mellett, ut. p. Beszterczebánya. Határa felmérve nincs, de van mintegy 175 h. szántóföldje; 160 h. rétje, 3432 h. erdeje, kihasitott legelője nincsen; sz. János napja után marhájokat a havasokra hajtják a lakosok, s ott juhaikat legeltetik, miért az uradalomnak 11 pft. haszonbért fizetnek. Urbériség 18 telek; majorsági föld nincsen. Földe agyagos, kavicsos és terméketlen, vizmosások által is rongáltatik, főleg zab termesztetik. Lakja 750 kathol., kik jobbára házaló kereskedők, s azért magyarul is beszélnek. A Szobotnicza patak itt ömlik a Garanba, s e patakon fát szokott usztatni a kamara. Van kath. paroch. temploma s kényelmes vendégfogadója. Birja a k. kamara.”
Szentandrás 1860-ban egy időre a vármegye egyik jegyzősége lett, ahol 1892-től 1941-ig csendőrség is állomásozott. 1884-ben a települést elérte a vasútvonal is. A 19. század második felében a falu lakói főként földműveléssel, állattartással és háziiparral foglalkoztak. Közülük sokan kivándoroltak a tengerentúlra. 1910-ben 1023, többségben szlovák lakosa volt, jelentős magyar kisebbséggel. A trianoni diktátumig területe Zólyom vármegye Breznóbányai járásához tartozott.
Borosznót és Szentandrást 1960-ban egyesítették. Az egyesített falu először a Hronov nevet viselte, 1974-ben újra visszakapta az egyik településrész: Brusno nevét.

## Nevezetességei
- Szent András tiszteletére szentelt római katolikus temploma. A templom középkori eredetű, először a 15. században említik.

## Külső hivatkozások
- Garamszentandrás Szlovákia térképén

## Lásd még
- Borosznó
- Borosznófürdő